# Балтес, Петер
Петер Балтес (нем. Peter Baltes; 4 апреля 1958, Золинген) — бас-гитарист немецких метал-групп Accept, Dirkschneider & The Old Gang, U.D.O..

## Биография
Петер Балтес родился в Золингене, 4 апреля 1958 года, и в отличие от остальных музыкантов группы Accept, до участия в группе, играл в полупрофессиональных командах, в частности в Pythagoraz.
На самом деле, Петер басистом стал вынуждено: в Pythagoraz было три гитариста, и кому-то надо было играть на басу. Короткую спичку вытянул Петер.
Он являлся бессменным басистом Accept и за время работы в группе удостоился званий басиста № 1 по версии журнала Burn и лучшего басиста Европы по версии журнала Metal Hammer, а также в 1986 году занял 12 место среди лучших басистов мира по версии журнала Rock Scene. Спел вокальные партии на нескольких песнях Accept.
На настоящий момент живёт в Ньютауне, Пенсильвания, США, принимает деятельное участие в христианской общине города, развивает христианский рок и даёт уроки игры на гитаре. Женат, имеет двух детей.
С 2010 года, с момента очередного воссоединения Accept, занят в группе.
В ноябре 2018 года покинул группу.
Осенью 2020 года немецкая хэви-метал-легенда и один из основателей «Accept» — Удо Диркшнайдер создал новый проект «DIRKSCHNEIDER & THE OLD GANG» (Диркшнайдер и старая банда). Группа состоит из: Питера Балтеса — бас, вокал (ранее Accept), Штефана Кауфмана — гитара (ранее Accept, U. D. O.), Матиаса Дита — гитара (ранее Sinner, U. D. O.), а также сына Удо — Свена Диркшнайдера — барабаны (ранее U. D. O.) и вокалистки Мануэлы Биберт.
В 2023 году присоединился к U.D.O..

## Записи

### Другие работы

#### СоScorpions
- Love at First Sting — бэк-вокал
- Savage Amusement — бэк-вокал

#### CДоном Доккеном(Dokken)
- Up from the Ashes — бас-гитара

#### CДжоном Норумом(Europe)
- Face the Truth — бас-гитара
- Worlds Away — бас-гитара

#### СDirkschneider & The Old Gang
- Arising — бас-гитара, вокал, бэк-вокал

#### СУдо Диркшнайдером
- My Way — бас-гитара

#### СU.D.O.
- Touchdown — бас-гитара